# Toropsis translucens
Toropsis translucens är en insektsart som beskrevs av Evans 1935. Toropsis translucens ingår i släktet Toropsis och familjen dvärgstritar. Inga underarter finns listade i Catalogue of Life.